# آمی‌بگرون
آمی‌بگرون (انگلیسی: Amibegron) (SR-58,611A) دارویی بود که توسط شرکت سانوفی-آونتیس (اکنون سانوفی) تولید شد و به عنوان یک آگونیست انتخابی برای گیرنده‌های آدرنرژیک β۳ عمل می‌کرد. این دارو نخستین آگونیست β۳ فعال خوراکی است که قادر به ورود به سیستم عصبی مرکزی و دارای اثرات ضد افسردگی و ضد اضطراب است.
در ۳۱ ژوئیه ۲۰۰۸، سانوفی-آونتیس اعلام کرد که تصمیم گرفته‌است توسعه آمی‌بگرون را متوقف می‌کند.